# Beinn Bhalgairean
Beinn Bhalgairean är ett berg i Storbritannien.   Det ligger i kommunen Argyll and Bute och riksdelen Skottland, i den nordvästra delen av landet, 600 km nordväst om huvudstaden London. Toppen på Beinn Bhalgairean är 636 meter över havet, eller 219 meter över den omgivande terrängen. Bredden vid basen är 6,8 km.
Terrängen runt Beinn Bhalgairean är huvudsakligen kuperad.Runt Beinn Bhalgairean är det mycket glesbefolkat, med 3 invånare per kvadratkilometer. Närmaste större samhälle är Inveraray, 19,0 km sydväst om Beinn Bhalgairean. I omgivningarna runt Beinn Bhalgairean växer i huvudsak blandskog.